# Georges Perrot
Georges Perrot, född 12 november 1832 i Villeneuve-Saint-Georges, död 30 juni 1914, var en fransk arkeolog.
Perrot var lärare i grekiska och rektor vid École normale supérieure i Paris och från 1877 även professor i arkeologi vid Sorbonne. Han är bland annat känd för sin tillsammans med landsmannen Charles Chipiez genomförda undersökning av Persepolis. 
Perrot blev 1874 ledamot av Académie des inscriptions et belles-lettres (ständig sekreterare från 1904 till sin död), 1894 av Vitterhets-, historie- och antikvitetsakademien samt 1906 av svenska Vetenskapsakademien.